# Bæredygtig udvikling
|  | Sammenskrivningsforslag Artiklen Bæredygtig udvikling er foreslået føjet ind i Bæredygtighed. (Siden oktober 2020) Diskutér forslaget |

 Der er for få eller ingen kildehenvisninger i denne artikel, hvilket er et problem. Du kan hjælpe ved at angive troværdige kilder til de påstande, som fremføres i artiklen.

Begrebet bæredygtig udvikling har kun eksisteret i ca. 20 år. Når en udvikling er bæredygtig betyder det, at den ikke indebærer et uopretteligt forbrug af ressourcer, og at den ikke hindrer fremtidige generationer i at skaffe sig de samme goder.
Nogle protesterer nu mod udtrykket bæredygtig udvikling som paraplybegreb, fordi det antyder fortsat udvikling, og de kræver, at det kun bruges om udviklingsprojekter. ”Bæredygtighed” er derfor det mest anvendte paraplybegreb om menneskelig aktivitet i bred forstand.
Bæredygtig udvikling krydser ideen om bæredygtighed, som er et normativt begreb. UNESCO har formuleret sondringen mellem de to begreber på følgende måde: "Bæredygtighed ses ofte som et langsigtet mål (en mere bæredygtig verden), mens bæredygtig udvikling refererer til mange processer og veje til at opnå det". Der er nogle problemer med begrebet bæredygtig udvikling. Nogle forskere siger, at det er et oxymoron, fordi de mener, at udvikling i sagens natur er ustabil. Andre kommentatorer er skuffede over de manglende fremskridt, der er sket indtil nu. En del af problemet er, at udvikling i sig selv ikke er konsekvent defineret.
Environmental, Social and Governance (ESG) er en forkortelse for et investeringsprincip, som prioriterer miljøhensyn, sociale spørgsmål og virksomhedsledelse. ESG-investeringer omtales undertiden som ansvarlige investeringer eller, i mere proaktive tilfælde, impact-investeringer. Manglen på klare standarder og gennemsigtig overvågning har ført til bekymring for, at ESG-anerkendelser primært tjener grønnere og andre PR-mål for virksomheden og afleder opmærksomheden fra mere substantielle initiativer til at forbedre miljøet og samfundet.
Rio-processen, der blev lanceret på verdenstopmødet i Rio de Janeiro i 1992, satte begrebet bæredygtig udvikling på den internationale dagsorden. I 2015 vedtog FN's generalforsamling (UNGA) målene for bæredygtig udvikling for 2030. Disse udviklingsmål adresserer globale udfordringer som for eksempel fattigdom, klimaforandringer, tab af biodiversitet og fred.